# Вълкосел
Вълкосѐл е село в Югозападна България. То се намира в община Сатовча, област Благоевград.

## Етнически състав
Преброяване на населението през 2011 г.
Численост и дял на етническите групи според преброяването на населението през 2011 г.:
|                     | Численост |
| Общо                | 2554      |
| Българи             | 300       |
| Турци               | 544       |
| Цигани              | 27        |
| Други               | 221       |
| Не се самоопределят | 16        |
| Неотговорили        | 1446      |

## География
Село Вълкосел се намира в Западните Родопи и попада в историко-географската област Чеч. Най-високата точка в землището на село Вълкосел местните хора наричат Побит камък, намираща се в местността Погорник. Климатът е преходно-средиземноморски, почвите са излужени канелени, а селското стопанство специализирано в производството на ориенталски тютюн. Землището на селото обхваща части от долините на реките Места и Бистрица.

## История
От османски поименен регистър от 24 март 1479 година става ясно, че към тази дата във Вълкосел са живели 78 немюсюлмански домакинства + 9 вдовици и 3 мюсюлмански. В друг документ, съставен в периода 2 юли 1524 – 30 март 1537 година, са изброени 15 мюсюлмански семейства, 5 от които новоприели исляма и 149 немюсюлмански + 12 вдовици. Село Вълкосел се споменава и в друг поименен регистър, съставен в периода 1 октомври 1723 – 19 ноември 1924 година. В него са изброени по длъжности и земевладеене всичките 70 глави на семейства, които живеят в селото – все мюсюлмани. Изброени са 1 имам и хатиб, 1 кайъм, 6 спахии, 19 вдовици, 4 еничари и други.
Селото се споменава и в османски регистър за доганджиите в Румелия от 1482 година. От Вълкосел са регистрирани 13 домакинства с доход 729 акчета. В други османски документи селото се среща под името Вукосил (на османски турски: ووقــوســيــل). В XIX век Вълкосел е мюсюлманско село в Неврокопска каза на Османската империя. В „Етнография на вилаетите Адрианопол, Монастир и Салоника“, издадена в Константинопол в 1878 година и отразяваща статистиката на населението от 1873 година, Вълкосел (Velkosel) е посочено като село със 120 домакинства и 290 жители помаци. Според Стефан Веркович в 1881 година Вълкосел има мюсюлманско мъжко население 384 души, което живее в 120 къщи. Съгласно статистиката на Васил Кънчов („Македония. Етнография и статистика“) към 1900 година Вълкосел е българо-мохамеданско селище с 800 жители в 65 къщи.
Според данните от преброяванията през годините 1926, 1934, 1946 и 1956, населението на Вълкосел е било съответно 1072, 970, 1125 и 1225 души.
В края на 1912 година по време на Балканската война в селото влизат български военни части и различни групировки, в това число и ВМРО. Следват няколко опита за насилствено покръстване, убийства на цивилно население и палежи. На 22 февруари 1913 г. четата на Хаджи Мървака събира в джамията мъжете останали в селото и убиват 95 от тях. Няколко успяват да се спасят. Населението на селото бяга в Гърция и Турция. След няколко дни една част се завръща обратно във Вълкосел.
След насилственото покръстване от края на 1912 година и избухването на Междусъюзническата война през 1913 година във Вълкосел била организирана чета, която да противодейства на българската армия и българските партизански чети и така Вълкосел дава своя принос към мюсюлманското въстание, родило на югоизток от региона т.нар. Гюмюрджинска република. Вълкоселската чета действала заедно с четите от селата Доспат, Любча, Ваклиново и Кочан. Тези чети се състояли от по 30, 50 или 60 души. В нощта на 26 срещу 27 септември 1913 година те извършват нападение срещу заставата на граничната стража в село Чавдар.
Според Димитър Гаджанов в 1916 година във Вълкосел, Годешево, Слащен и Туховища живеят 3012 помаци.
През 1953 година комунистическият режим провежда операцията по „паспортизация“ на населението, но във Вълкосел среща отпор, понеже жените трябвало да бъдат снимани с открити лица. Във Вълкосел са изпратени агитаторки, които да проведат беседа, но до такава не се стигнало, защото жените се нахвърлили върху агитаторките, както и върху съпругата на местен комунистически деец, която от преди това се разбулила. В отговор ДС арестува ходжата на селото.
По време на Възродителния процес се провеждат операции по унищожаване мюсюлмански артефакти. В гробището на селото е вкаран булдозер, който да разчисти старите надгробни камъни с надписи на арабски език. Част от паметниците са събрани и съхранени в двора на малката джамия от населението.

## Религии
Според изследвания на османски документи, станали достъпни за България, след спогодба с Турция през 1993 г., във Вълкосел категорично не е имало насилствено ислямизиране по времето на Османската империя.
Основната религия в селото е сунитският ислям.
Според преданието джамията е била унищожавана три пъти:
1. изгорена през турско време
2. на 22 февруари 1913 година изгорена от българските покръстители, армия и хайдути
3. на 24 февруари 1987 година срутена от комунистическия режим[17]

Сградата на новата джамия е втора по височина в България
Джамията е играла важна административна роля – селото е управлявано от местни първенци наречени „Джемаат“ (джамийско настоятелство).

## Обществени институции

### Кметство
Първите години от създаването си кметството е било наричано Пълномощничество към тогавашното кметство в село Слащен, ръководено от пълномощник, назначен от общината. След Деветосептемврийския преврат 1944 г. за първи път за кмет на селото е назначен Георги Самарджиев от с. Сатовча, а след него Илия Тодоров Коджеманов – също от. с. Сатовча. През 1945 в селото се учредяват Първична партийна организация и Комсомолска организация, които поемат ръководството на населенито.

### Училище

#### Основаване и развитие
СОУ „Христо Ботев“ е отрито през 1926 година. Първи учители са Любомир и Василка Врабчански от гр. Разлог. Училищната сграда първоначално е малка къщичка с две стаи, където протичали учебните занятия. Първоначално на училище били събирани всички ученици родени от 1914 до 1918 година – 52-ма ученици. През първата година всички оставали да повтарят класа. Тогава се съставят първите учебни регистри. През учебната 1926/27 година продължава обучението на 93 ученика, от които 26 остават да повтарят класа.
Първи местен учител в с. Вълкосел е Дойчин Хаджиев (Джеит Ибрахимов Хаджиев), който е автор на множество стихове за деца и е написал история на Вълкосел: „Вълкосел – минало, настояще и бъдеще“, която не е била издавана през време на Комунистическия режим.

### Читалище
Чителище „Изгрев“ е основано през 1950 г. Към читалището са основани самодеен танцов и фолклорен състав, както и библиотека.

### Футболен отбор
Стадионът и футболният отбор на Вълкосел носят името „Стрела“. Отборът е основан в началото на 60-те години на XX век.

### Детска градина
Детската градина в селото носи името „Иглика“.

## Културни и природни забележителности
В местността „Калето“ има система от непроучени пещери. В същата местност има и останки от средновековно селище, средновековен мост и крепост. Формата на крепостта е неправилна и има размери 150 на 130 метра, като на места крепостната стена е запазена до 2 метра височина. Открити са фрагменти от керамични съдове от античността, късното византийско владичество (XII – XIII век) и Втората българска държава. В землището на Вълкосел има и антична крепост, античен мост и късноантично светилище.

### Архитектура
Към 2010 г. в село Вълкосел има около 10 напълно запазени т.нар. Възрожденски къщи и още няколко полуразрушени, строени от майстори в периода 18 до края на XIX век. Те са типични за района т.нар. Родопски къщи и правят силно впечатление с майсторството, с което са били построени. Селото попада в т.нар. Неврокопски строително-зографски център, който в географски смисъл обединява културно и икономически дюлгерски селища от два планински масива: от Източните Родопи – между Дъбраш, Чеч и поречието на река Места, и в малка степен от южните части на Пирин, по-точно югозападните му склонове, покрай долината на река Места. Според историческите данни архитектурата във Вълкосел се е развивала благодарение на село Ковачевица, което било най-голямо в творческо отношение и от него ежегодно излизали от 350 до 450 строители.
Във функционало архитектурно отношение характерно за къщите от този период е, че на първия етаж обикновено се намират помещения за животните, а вторият е за живеене. На втория етаж има просторен коридор, открит обикновено към южната фасада, наречен „потон“ който играе важна роля за живота и бита на хората. На него са разположени огнището, пещ за приготвяне на хляб и съд за съхранение на вода. Преобладаващ функционален тип на Родопската къща във Вълкосел е разпределението на потона в средата, а от двете му страни по една или две помещения за живеене. За строителство на Вълкоселската къща се използват традиционни строителни материали – камък и дърво. Носещите каменни стени през метър са армирани с дърво – така наречените кошаци. Преградните неносещи стени са плетени и омазани с кал. Покривът е от каменни плочи, наречени „тикли“, конструкцията дървена. Друга характерна особеност е наличието в стаите за живеена на т.нар. „Амам“ – баня за къпане и за взимане на Абдест Важна част от къщата е дворът. За разлика от села като Ковачевица, Лещен, Долен и др. в с. Вълкосел няма много запазени автентични къщи от този период. Причина за това са процесите на урбанизация и обезлюдяване на тези села.

## Редовни събития
- „Прядой“ – всяка първа събота на месец юни, когато започва доенето на овцете (предояване), тъй като дотогава са сукали малките агънца, и се организират празненства.[18]
- Ашуре – ислямски празник, по време на който се раздава „вариву“ (ашуре, аширу), което се приготвя от седем различни варива, като пшеница, царевица, стар боб, сушени плодове, ядки и др.[18]
- Арафат – ислямски празник, познат още като „Арфе“
- Байрам

## Личности
Родени във Вълкосел
- Проф. Юсеин Асанов Топов – лекар
- Сюлейман Арунов – бивш заместник областен управител, настоящ кмет
- Арбен Мименов – кмет на община Сатовча
- Сюлейман Манганев – четник на Вътрешната македонска революционна организация[24]